# Иванов, Валентин Валентинович
Валенти́н Валенти́нович Ивано́в (род. 4 июля 1961, Москва) — советский футболист, полузащитник и нападающий, российский футбольный судья международной категории. Сын футболиста Валентина Иванова и гимнастки Лидии Ивановой. Мастер спорта с 1982 года. По профессии — преподаватель физкультуры, кандидат педагогических наук. В Российской футбольной Премьер-лиге отработал в качестве главного судьи на 180 матчах. Руководитель департамента судейства и инспектирования Российского футбольного союза в 2013—2016 годах, глава департамента судейства Футбольной ассоциации Катара с 2023 года.

## Биография

### Происхождение и семья
Валентин Валентинович Иванов родился 4 июля 1961 года в Москве. Отец — футболист и футбольный тренер Валентин Козьмич Иванов, олимпийский чемпион 1956 года и чемпион Европы 1960 года, позже тренер московского «Торпедо». Мать — гимнастка и судья по гимнастике Лидия Гавриловна Иванова, олимпийская чемпионка 1956 и 1960 годов.
Супруга — Галина, по образованию экономист (женаты с 1980 года). Дочь по образованию — юрист. Валентин Иванов предпочитает пассивный отдых, смотря кино или читая книги от классики до детективов.

### Начало карьеры
По словам Валентина Иванова, он не планировал становиться профессиональным судьёй. Первым его футбольным клубом было московское «Торпедо». Позже он выступал за два «Динамо» — ставропольское и брянское. Провёл на профессиональном уровне 60 матчей и забил 4 гола, в 1982 году вместе с «торпедовцами» вышел в финал Кубка СССР. В 1986 году завершил футбольную карьеру, формальным поводом чему послужили проблемы со спиной. Фактически он объяснял тем, что ему было сложно чего-либо добиваться, так как не хотел удостаиваться сравнений со знаменитым отцом. Также он отказался и от тренерской карьеры, помня о сложной карьере отца.
В 1989 году устроился на кафедру физического воспитания РУДН старшим преподавателем, позже стал доцентом. В 1990 году защитил кандидатскую работу на тему «Методы совершенствования специальной выносливости у футболистов высокой квалификации». Материалами для исследования служили выступления игроков московского «Торпедо». Совмещение работы в университете с судейством он осуществлял долгое время до выхода на уровень Высшей лиги. Судейскую карьеру он начал с матча на первенство Москвы среди юношеских команд: матч проходил на запасном поле стадиона «Торпедо».
21 июля 1993 года Валентин Иванов провёл свой первый матч в качестве судьи Высшей лиги чемпионата России: он обслуживал домашний матч клуба «Текстильщик» из Камышина против ставропольского «Динамо» (гости победили со счётом 3:2). В том же году Иванов был включён в список лайнсменов-арбитров ФИФА вместе с ещё двумя россиянами — Сергеем Французовым и Сергеем Фурсой — провёл первые международные матчи в качестве бокового арбитра, отработав на юношеском чемпионате мира в Японии. С его слов, в Японии ему пришлось столкнуться с таким экспериментальным изменением в правилах футбола, как ввод аута ногой: из-за того, что подобный ввод мяча в игру давал несправедливое преимущество более габаритным командам при навесах, это правило применялось только на данном турнире и вскоре было отклонено. В 1994 году Иванов работал на трёх матчах группового этапа чемпионата мира в США. После окончания мирового первенства он объявил о намерениях перейти из ассистентов в главные арбитры.
В 1996 году Иванов отсудил 18 матчей чемпионата России, что стало его персональным рекордом за год.
Право обслуживать международные матчи в качестве главного арбитра получил 1 января 1997 года.

### 1999 год
Первой международной игрой, которую судил Валентин Иванов, был матч между сборными команд Люксембурга и Польши в 1999 году.
В мае 1999 года Иванов судил матч 9-го тура чемпионата России между волгоградским «Ротором» и новороссийским «Черноморцем», в ходе которого установил рекорд среди советских и российских судей, назначив пять пенальти (четыре в первом тайме и один во втором). Матч завершился победой «Ротора» со счётом 5:2. В первом тайме два пенальти реализовал Альберт Догузов, обеспечивший лидерство «Черноморца» в первом тайме благодаря двум голам, в то время как Олег Веретенников в том же тайме дважды промахнулся с 11-метровой отметки. Несмотря на эту неудачу, волгоградцы вырвали победу, а их пятый гол забил во втором тайме как раз с пенальти Максим Тищенко. По итогам работы инспектор матча Эдуард Шкловский оценил работу Иванова на 8,5 баллов, а тренеры на пресс-конференциях вообще не комментировали никоим образом судейство. Рекорд Иванова по назначенным пенальти за игру в чемпионате России был повторён 24 года спустя.

### Начало 2000-х
В 2001 году Иванов судил полуфинал Кубка России между «Анжи» и «Крыльями Советов», а также финал Кубка между московским «Локомотивом» и «Анжи». По итогам года был признан лучшим арбитром России.
В 2002 году Иванов отработал на игре группы 2 отборочного цикла чемпионата Европы 2004 года между Румынией и Норвегией. Игра состоялась в Бухаресте 12 октября и завершилась победой Норвегии 1:0 благодаря голу Стеффена Иверсена в конце игры. Румыны после матча раскритиковали судейство Иванова, поскольку как минимум в двух случаях он должен был назначить пенальти — за толчок Йонела Ганя в спину Клаусом Лундеквамом и за игру рукой того же Лундеквама на 66-й минуте, когда он прервал подачу Доринела Мунтяну.
В ноябре 2002 года Иванов должен был судить в Волгограде матч между «Ротором» и «Ураланом», однако из-за непогоды бригада судей так и не добралась до города, и судить матч доверили Павлу Кулалаеву, который прежде работал только во втором дивизионе.
21 ноября 2002 года Иванов судил «золотой матч» чемпионата России, в котором «Локомотив» одержал победу над ЦСКА со счётом 1:0. От инспектора матча Иванов получил максимально возможные 10 баллов. По итогам сезона он также был признан лучшим арбитром РФС и удостоен премии «Золотой свисток».

### 2003 год
8 марта 2003 года Валентин Иванов провёл в качестве судьи первый в истории российского футбола матч Суперкубка России: в нём «Локомотив» одержал победу над ЦСКА. Однако работа Иванова в том году во внутрироссийских турнирах была осложнена несколькими скандалами. 6 апреля он судил матч 3-го тура чемпионата России между ЦСКА и «Спартаком», где на 77-й минуте назначил спорный пенальти в ворота «красно-белых». В том эпизоде Дмитрий Кириченко из-за пределов штрафной пробил по воротам «Спартака», и голкипер Абдельила Баги не смог зафиксировать мяч. На него устремились одновременно «армеец» Сергей Семак и «спартаковец» Валери Абрамидзе: в ходе завязавшейся борьбы Семак упал. После игры Иванов утверждал, что Семак на скорости обходил потерявшего темп Абрамидзе, и тот вытянул руку, вцепившись в Семака: этого Иванову показалось достаточно для назначения пенальти. Абрамидзе же после игры уверял, что если фол и был, то со стороны Семака. Тем не менее, Иванов назначил пенальти, который реализовал Ролан Гусев, сравняв тем самым счёт 2:2, а на второй компенсированной минуте Иржи Ярошик принёс ЦСКА победу 3:2.
После игры президент «Спартака» Андрей Червиченко на пресс-конференции, утверждая, что эпизод с Семаком и Абрамидзе не должен был завершиться назначением пенальти, открыто обвинил руководство РФС в заговоре против его команды. Он заявил, что руководство РФС не хотело допустить победы «Спартака» в чемпионате, поэтому президент РФС Вячеслав Колосков якобы попросил Иванова обеспечить поражение «красно-белых» в дерби. По итогам рассмотрения эпизода с пенальти Экспертно-судейская комиссия РФС в составе 7 человек большинством голосов (5 против 2) признала ошибкой назначение пенальти и отстранила Иванова на два матча. Изучив видеоповтор, Иванов позже признал, что занял неправильную позицию и неправильно оценил ситуацию. В то же время это не помешало Иванову отработать 7 мая на ответном матче полуфинала Лиги чемпионов УЕФА на «Сан-Сиро» между «Миланом» и «Интером» (0:0): его работу высоко оценили официальные лица УЕФА, а сам Иванов позже отзывался об этой игре как об одном из наиболее ответственных моментов в своей судейской карьере.
21 мая 2003 года в ходе полуфинала Кубка России между «Анжи» и «Ростовом» (0:1) Иванов впервые в истории российского футбола для разрешения спорной ситуации в игре вынужден был просмотреть видеоповтор момента в матче. На 55-й минуте игрок «Ростова» Исо Каньенда забил гол в ворота «Анжи», однако игроки махачкалинцев запротестовали, указывая на игру рукой Каньенды. Поначалу Иванов засчитал взятие ворот, но на фоне протестов махачкалинцев побежал к боковому судье за консультацией: через три минуты он отменил взятие ворот, но это вызвало уже недовольство «Ростова». На поле вспыхнула драка между игроками обеих команд, в то время как Иванов и инспектор матча Андрей Будогосский обратились за помощью к видеооператорам обоих клубов, несколько раз просмотрев на их видеокамерах спорный момент. В итоге Иванов отменил взятие ворот, но 26 мая 2003 года Коллегия футбольных арбитров (КФА) отстранила его от судейства матчей чемпионата России до 15-го тура включительно — судьям по регламенту запрещалось использовать видеоповторы для просмотра спорных моментов и принятия решений по ним. Запрет вступил в силу в марте 2003 года после того, как об этом заявил ответственный за официальные правила игры Международный совет футбольных ассоциаций. При этом Иванов поначалу отрицал, что обращался к видеоповтору, а председатель инспекторского комитета Алексей Спирин утверждал, что операторы настоятельно подсовывали Иванову камеру, и он лишь притворялся, что просматривал момент.
В июне 2003 года Валентин Иванов приглашён на Кубок конфедераций во Францию, где работал на двух матчах группового этапа с участием сборной Камеруна — против Бразилии и Турции. В игре между Камеруном и Турцией он работал резервным арбитром: он сделал запись в протоколе о неадекватном поведении тренеров обеих команд, которые выбегали из-за пределов технической зоны и слишком импульсивно себя вели. Однако Иванов не рискнул удалять тренеров с поля, о чём, с его собственных слов, позже жалел. Также он работал резервным арбитром на встрече сборных Франции и Новой Зеландии. Те матчи, на которые он не был заявлен, он посмотрел как зритель. Сам турнир был омрачён трагической смертью камерунского футболиста Марка-Вивьена Фоэ, который скончался 26 июня во время полуфинала между Камеруном и Колумбией. По словам Иванова, смерть Фоэ напомнила ему о гибели другого футболиста — вратаря ЦСКА Сергея Перхуна, получившего два года назад в матче с «Анжи» черепно-мозговую травму, оказавшуюся несовместимой с жизнью. 29 июня Иванов обслуживал финал Кубка конфедераций между сборными Франции и Камеруна, завершившийся победой Франции в овертайме 1:0 по правилу «золотого гола». Финал фактически был посвящён памяти Фоэ: обе команды провели встречу с подчёркнутой корректностью, а Иванов всего два раза показывал игрокам предупреждения.
4 июля 2003 года президент Коллегии футбольных арбитров РФС Николай Левников подтвердил, что Иванов действительно смотрел видеозапись повтора в матче «Ростова» и «Анжи», чтобы снять царившее на стадионе напряжение, а весь эпизод с просмотром гола и его отменой занял 23 минуты. По оценке Левникова, Иванов должен был принять решение сразу и не затягивать встречу. Иногда утверждается, что Иванов стал первым в мире арбитром, который рискнул воспользоваться видеозаписью для просмотра спорного момента по ходу игры — за 15 лет до внедрения на чемпионатах мира системы VAR. Сам Иванов в 2014 году говорил, что заглянул в глазок видеокамеры, только чтобы действительно сбавить градус напряжённости на матче, а на самой камере ничего рассмотреть в деталях так и не смог.
В декабре Иванов был включён в список арбитров, которым предстояло судить матчи чемпионата Европы в Португалии, намеченного на следующий год. 14 декабря Иванов отработал на Межконтинентальном кубке, в котором аргентинский «Бока Хуниорс» взял верх над «Миланом» (1:1, в серии пенальти 3:1).

### 2004 год
В первой половине года Иванов отработал на двух матчах плей-офф Лиги чемпионов 2003/2004: первой встрече 1/8 финала между «Манчестер Юнайтед» и «Порту» (1:1) и первой встрече 1/4 финала между «Миланом» и «Депортиво» (4:0). В матче между «МЮ» и «Порту» он отменил чистый гол Пола Скоулза в ворота «драконов» из-за ошибочного офсайда, который определил ассистент Геннадий Красюк. С учётом того, что в первых турах чемпионата России за судейство ему выставили неудовлетворительные оценки, после матча «Милан» — «Депортиво» Иванов даже высказывал желание досрочно завершить карьеру судьи. Тем не менее, ошибка в лигочемпионском матче не повлияла на дальнейшее пребывание Иванова в списке судей чемпионата Европы, хотя Красюк из-за этой ошибки и личных проблем на чемпионат Европы не поехал.
Перед началом чемпионата Европы в Португалии Иванов проработал на матче между сборными России и легионеров РФПЛ, состоявшемся 2 июня на московском стадионе «Локомотив» (победа сборной России 3:1), и на матче одного из туров чемпионата Белоруссии. В рамках самого турнира Иванов отработал на матчах Англия — Швейцария и Италия — Болгария, проходивших на групповом этапе, и четвертьфинальном матче между Чехией и Данией (3:0). За весь турнир он показал 15 жёлтых и одну красную карточки, удалив в матче сборных Англии и Швейцарии игрока швейцарской сборной Бернта Хааса, который на 60-й минуте получил вторую жёлтую. В матчах группового этапа судейство Иванова комиссары матча оценивали высоко, хотя его работу в игре Италии и Болгарии критиковал тренер итальянцев Джованни Трапаттони на фоне обстановки вокруг матча, связанной с риском невыхода итальянцев из группы. В частности, Иванов назначил пенальти в ворота итальянцев за фол Марко Матерацци против Димитара Бербатова, и удар реализовал Мартин Петров, но при этом дважды, по мнению Трапаттони, проигнорировал фолы болгар в обороне, в ходе одного из которых был сбит Антонио Кассано. Назначение пенальти на Бербатове также итальянцы считали сомнительным решением. Хотя Иванов добавил 5 минут ко второму тайму, а Италия благодаря голу Кассано вырвала победу 2:1, итог параллельного матча между Швецией и Данией 2:2 оставил итальянцев без плей-офф Евро.
На групповом этапе Лиги чемпионов 2004/2005 Иванов судил матч 2-го тура между «Реалом» и «Ромой», состоявшийся 28 сентября 2004 года (в бригаду вошли Евгений Волнин и Владимир Енютин в качестве лайнсменов, а также Станислав Сухина в качестве резервного арбитра). Игра завершилась победой мадридцев со счётом 4:2, а в той встрече Иванов назначил пенальти в ворота «Ромы», во многом повлиявший на исход матча.

### 2005 год

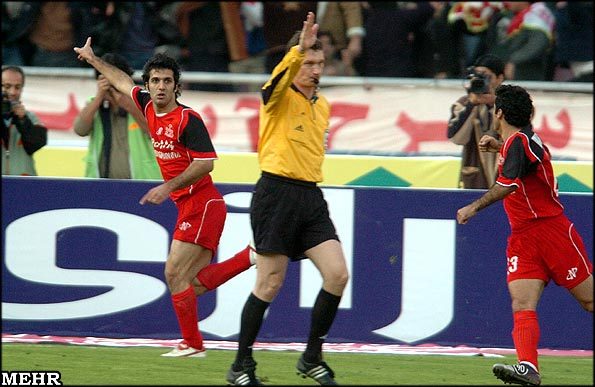
Иванов на матче «Эстегляль» — «Персеполис»

25 февраля 2005 года Иванов судил матч чемпионата Ирана между иранскими футбольными клубами «Эстегляль» и «Персеполис». Изначально Иранская федерация футбола хотела, чтобы игру судили Пьерлуиджи Коллина или Андерс Фриск, но после их отказов федерация обратилась к Иванову вместе с иранским посольством.
13 апреля Иванов обслуживал ответный четвертьфинал Лиги чемпионов 2004/2005 между «Ювентусом» и «Ливерпулем» (0:0).
15 июля Иванов судил финальный матч чемпионата Саудовской Аравии 2004/2005. В том же году он судил матчи молодёжного чемпионата мира.
19 октября Иванов судил матч группы H Лиги чемпионов 2005/2006 между «Порту» и «Интером».
Перед матчем последнего тура чемпионата России между «Локомотивом» и «Спартаком» — так называемым «серебряным матчем», в котором определялся серебряный призёр чемпионата России — Иванову стали поступать анонимные телефонные звонки, в которых звонившие требовали от Иванова отказаться от судейства дерби, угрожая расправой ему самому и его семье. Иванов, несмотря на угрозы, не отказался от работы на матче и отработал его до конца (1:1). РФС обеспечил Иванову соответствующие меры безопасности вплоть до личной охраны, а игроки обеих команд перед началом игры даже пообещали, что постараются не создавать спорных игровых моментов.
После обращения Иванова в милицию было возбуждено уголовное дело по статье 119 УК РФ («Угроза убийством или причинением тяжкого вреда здоровью»). По итогам расследования перед судом предстали двое человек — бухгалтер Василий Гребенкин и коммерсант Хамид Рагимов. Суд установил, что Рагимов предложил Гребенкину 5 тысяч долларов в обмен на то, что он путём телефонных угроз добьётся отказа Иванова от судейства, хотя сам Рагимов на суде утверждал, что они лишь хотели разыграть арбитра. Суд приговорил Рагимова к полутора годам лишения свободы с отсрочкой на два года, а Гребенкина — к полутора годам условно.
По итогам 2005 года Иванов был признан лучшим арбитром года в России, став первым лауреатом организованного газетой «Спорт-Экспресс» конкурса «Золотая мантия». Однако на официальной церемонии вручения «Золотой мантии», состоявшейся в январе 2006 года, он не присутствовал, поскольку в это время работал на матчах в Катаре.

### 2006 год

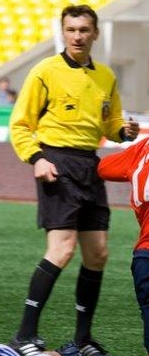
Валентин Иванов на матче 2007 года между ЦСКА и «Сатурном»

В плей-офф Лиги чемпионов 2005/2006 Иванов судил ответный матч 1/8 финала между «Баварией» и «Миланом», который завершился победой «Милана» 4:1, однако баварцы подвергли судейство Иванова жёсткой критике. Также он судил ответный полуфинал между «Вильярреалом» и «Арсеналом». При счёте 0:0 на 90-й минуте Иванов назначил спорный пенальти в ворота Йенса Леманна за действия Гаэля Клиши, в которых усмотрел нарушение правил. Однако Леманн парировал удар Хуана Романа Рикельме и вывел команду в финал. Назначение Иванова на полуфинальный матч фактически лишило его возможности претендовать на судейство финала Лиги чемпионов.
В марте 2006 года Иванов был включён в список арбитров чемпионата мира в Германии, став восьмым в истории чемпионатов мира российским арбитром. Он отработал на трёх матчах — двух матчах на групповом этапе и одном матче 1/8 финала. На групповом этапе Иванов судил матч 13 июня группы G между сборными Франции и Швейцарии, по ходу которого показал восемь жёлтых карточек: это был первый матч Валентина Иванова на чемпионатах мира. В первом тайме Иванов не назначил пенальти в ворота Швейцарии, когда после удара Тьерри Анри мяч попал в руку Патрику Мюллеру, а на 42-й минуте того же тайма показал жёлтую карточку Людовику Маньену за нарушение fair-play. Всё тот же Анри упал на лицевой линии штрафной, получив повреждение, но швейцарцы, вместо того, чтобы выбить мяч за пределы поля, разогнали свою атаку: под свист трибун Иванов остановил матч и показал Маньену предупреждение. Во втором тайме Иванов показал жёлтую карточку и Зинедину Зидану: когда он назначил штрафной в пользу французов, Зидан пробил до свистка, за что и был предупреждён. По словам Иванова, он неоднократно судил матчи с участием Зидана и видел, что с ним порой встречаются «труднообъяснимые срывы». Игра завершилась со счётом 0:0: прежде матчи чемпионата мира с участием российских судей не обходились без забитых мячей. Тренер французов Раймон Доменек заявил, что не понял решений Иванова и истолковал его работу как «новый вид судейства». Иванов был также назначен на матч 20 июня группы A между хозяевами чемпионата, сборной Германии, и сборной Эквадора. Матч закончился победой Германии 3:0, а Иванов показал всего по одной жёлтой карточке каждой команде (предупреждёнными были Луис Антонио Валенсия у латиноамериканцев и Тим Боровски у немцев).
Главную известность на чемпионате мира Иванову принесла игра между Португалией и Нидерландами, состоявшаяся 25 июня 2006 года в Штутгарте. По ходу этого матча игры Валентин Валентинович показал 16 жёлтых и 4 красных карточки — предупреждения получили 7 игроков Нидерландов и 9 игроков Португалии, и по два игрока от каждой из команд были удалены с поля. Сама игра завершилась победой Португалии со счётом 1:0. С учётом крайне жёсткой игры и обилия фолов Иванов не показал ни одну прямую красную карточку, а все удаления последовали после вторых жёлтых. Тем не менее, Иванов установил рекорд по числу удалений за игру: прежде в нескольких встречах чемпионатов мира прошлых лет судьи удаляли максимум трёх игроков с поля. После игры оба тренера команд выразили недовольство работой Иванова, который якобы мешал зрелищной игре: тренер сборной Нидерландов Марко ван Бастен жаловался, что около половины игрового времени второго тайма составили «свистки, разборки и нарушения», а тренер сборной Португалии Луис Фелипе Сколари подал протест на удаление Ивановым Деку, который остался неудовлетворённым. Президент ФИФА Зепп Блаттер заявил в интервью португальскому телевидению, что Иванов за свою работу сам заслуживал жёлтой карточки. Комментируя ход игры, Иванов говорил, что все возникавшие спорные ситуации он разрешал именно так, как видел их со стороны и как их воспринимал лично. Грубую игру обеих команд он объяснил тем, что матч носил статус игры на вылет и что проигравший прекращал дальнейшие выступления в турнире. На семинаре для судей Первого и Второго дивизионов ПФЛ, состоявшемся в Липецке в июле того же года, Иванов подчеркнул, что чётко следовал правилам игры и поначалу надеялся раздачей карточек утихомирить игроков. По его словам, во всех завязывавшихся потасовках виновны были обе команды, хотя грубость со стороны нидерландцев он посчитал неожиданной с учётом их опыта игры. Только после финального свистка игроки обеих команд успокоились, сделав вид, что ничего скандального с их участием не происходило.
После объявления списка из 12 судей, которым доверили работу на оставшихся матчи плей-офф, фамилии Иванова в нём не оказалось, а в Интернете появились два сайта valentinivanov.com и ivanovvalentin.com. На первом из них люди собирали подписи с требованиями «остановить русского арбитра», а на другом — выразить одобрение его работе на чемпионате мира. 4 июля на пресс-конференции в Берлине Блаттер публично извинился за своё первоначальное высказывание о работе Иванова, признав правоту судьи в спорных моментах. Он также посетовал на то, что не имел возможности лично поговорить с Ивановым перед его отъездом на родину, но дал понять, что он намерен «помириться» с ним через российскую Коллегию футбольных арбитров. В то же время Иванов утверждал, что пересекался лично с Блаттером несколько раз после чемпионата мира, но так и не услышал от него слов извинений.
4 июля 2006 года Валентину Иванову исполнялось 45 лет, что было предельным возрастом для арбитра ФИФА. Формально до конца года у него сохранялось право судить матчи Лиги чемпионов УЕФА и Кубка УЕФА, а в РФПЛ он мог работать и до достижения 48 лет. Ходили слухи, что Иванов якобы вёл переговоры с Японской футбольной ассоциацией о возможности судейства матчей чемпионата Японии, но Иванов лично опроверг эти слухи. На момент окончания международной карьеры в активе Валентина Иванова было 80 международных матчей.

### Завершение карьеры
29 апреля 2007 года Валентин Иванов отсудил свой 176-й матч в чемпионатах России и побил рекорд Тараса Безубяка, отработавшего на 175 играх. 1 июля 2007 года он отсудил свой 180-й матч. К моменту завершения 180-го матча он суммарно за свою карьеру показал 699 жёлтых карточек за свою карьеру и 41 красную, а также 77 раз назначил пенальти.
10 июля 2007 года Иванов не появился на сборах арбитров РФПЛ в «Лужниках», в связи с чем газета «Советский спорт» предположила, что Иванов намеревался завершить карьеру. Этому предшествовало и отстранение Иванова от судейства матчей РФПЛ после игры «Химки» — «Томь». Президент КФА Сергей Зуев заявил о намерениях добиться возвращения Иванова в судейский корпус, однако в тот же день мать арбитра Лидия Иванова сообщила газете «Советский спорт», что сутками ранее её сын объявил о завершении судейской карьеры. Своё решение Иванов обосновал не только общим состоянием здоровья, но и усталостью, связанной с предельно загруженными последними сезонами его судейской карьеры.

### После карьеры судьи
После завершения судейской карьеры Валентин Иванов продолжил работать в Коллегии футбольных арбитров (КФА): в 2008 году он был старшим методистом, в 2009 году — был главным методистом. Некоторое время он был заместителем главы КФА Сергея Зуева. С 2011 года сконцентрировался на работе инструктором ФИФА.
30 декабря 2013 года президент РФС Николай Толстых официально представил Валентина Иванова новым руководителем департамента судейства и инспектирования. С 3 января 2014 года он возглавил российский судейский корпус, сменив в этой должности итальянца Роберто Розетти. Как заявил Иванов, помогать в департаменте судейства и инспектирования РФС ему будут Сергей Зуев, Станислав Сухина и Владимир Енютин. Согласно интервью газете «Спорт-Экспресс» от 2014 года, Иванов заявил о готовности департамента по первой же просьбе клубов разъяснять принятые судьями решения и допущенные ими ошибки.
6 октября 2016 года Иванов оставил пост главы судейского департамента. Официально причины ухода не были объявлены, однако отставке предшествовала волна критики в адрес арбитра Сергея Иванова, судившего матч 9-го тура чемпионата России между «Зенитом» и «Спартаком» (4:2): ту встречу изначально должна была судить другая бригада арбитров, а сам Иванов получил низкую оценку за обслуживание матча. Отставке Иванова также способствовали ряд иных скандалов, начиная от публичной критики клубами РПЛ судейства в некоторых матчах и заканчивая напряжёнными отношениями Иванова с руководством РФС.
В июне 2017 года Иванов провёл встречу с игроками сборной России перед началом Кубка конфедераций, разъяснив им основные принципы судейства в канун предстоящего турнира.
17 апреля 2018 года поступили сообщения, что Валентин Иванов вернётся в судейско-инспекторский корпус, возглавив судейский комитет РФС вместо Андрея Бутенко. Переговоры с Ивановым велись несколько месяцев тому назад, но выдвинутые им условия работы не были приняты РФС. Однако в последний момент Иванов отказался от предложенной должности: по некоторым данным, поводом стали разногласия с Александром Егоровым, главой департамента судейства и инспектирования, насчёт назначения игр на стыковые матчи чемпионата России за сохранение прописки в РПЛ.
20 июня 2020 года Иванов в качестве инструктора ФИФА провёл семинар для судей и инспекторов, работающих в женском футболе.
3 октября 2023 года Валентин Иванов возглавил департамент судейства Футбольной ассоциации Катара.

## Взгляды на судейство

### В ходе карьеры
В интервью 2005 года Валентин Иванов говорил, что на многие судейские и футбольные вопросы одинаково смотрел с Николаем Левниковым. О своей работе на поле он говорил, что по долгу службы был ознакомлен с игрой каждого из футболистов российского первенства, но в то же время знал характер игры большинства европейских команд, так как постоянно смотрел матчи Лиги чемпионов УЕФА. Он держал в памяти всегда все острые эпизоды матча, но не просчитывал какие-либо ситуации наперёд, а действовал только исходя из обстоятельств текущего нарушения. По его мнению, попытки что-то просчитать могли привести к серьёзным судейским ошибкам. Он считал своим долгом вовремя заметить нарушение и определить соответствующее наказание, но ни в коем случае не влиять на игру команд. Судейские ошибки, допущенные им в матчах, он обсуждал вместе со своим отцом.
Грубой ошибкой Иванов считал такую ошибку, на которую можно посмотреть как предвзятость. Примером грубой ошибки он мог считать гипотетический случай, когда двадцать судей Премьер-лиги, комментируя эпизод с возможным назначением арбитром пенальти, утверждали, что в эпизоде не было зафиксировано нарушения правил, позволяющего назначить пенальти. О случаях симуляции в футболе Иванов говорил, что старался не акцентировать особое внимание на репутации упавшего игрока, а абстрагироваться от личности игрока, рассмотреть сам эпизод и установить, было ли падение вызвано нарушением правил со стороны противника. Он не отрицал факт того, что некоторые игроки склонны выпрашивать штрафной или пенальти, но полагал, что исходить из этого при определении нарушений является неприемлемым для судей.

### Руководитель корпуса и инструктор
В интервью 2014 года Иванов, уже будучи главой судейского корпуса, заявил, что если во время борьбы в штрафной между защитником и нападающим защитник выставляет руки, то решение о пенальти должно приниматься не на простом факте выставления рук, а на последующих действиях и движениях игроков. Также он подчёркивал, что судьи вынуждены давать оценку каждому эпизоду в динамике, что для них является крайне сложным. Иванов также выступал в поддержку наказаний игроков за провокации, не попавшие в поле зрения арбитра (плевки, удары и оскорбления): по его словам, судьи наказывали чаще спровоцированных игроков, чем провокаторов.
В то время, когда регламент предусматривал наличие судей за воротами, Иванов говорил, что роль подобных судей сводится к контролю ситуацией при розыгрыше стандартных положений, когда в штрафной оказывается очень много игроков: это обычно должно было снижать количество запрещённых приёмов от захватов до подыгрышей рукой.
Также Иванов неоднократно подчёркивал, что российские арбитры обязаны работать в матчах чемпионата России на высоком уровне, чтобы иметь возможность претендовать на попадание в элиту судей ФИФА. Комментируя вопрос ввода видеоповторов в футболе, Иванов в 2014 году заметил, что необходимо действовать крайне аккуратно, прежде чем менять что-то в правилах игры, а просмотр спорных моментов может занять много времени у судьи. Также он отметил, что с момента начала его работы в департамент судейства и инспектирования пришло множество писем с разными предложениями по изменению правил игры.

## Достижения

### Игрок
- Финалист Кубка СССР: 1982[2]

### Судья
- Лучший судья года в России: 2002[17], 2005[2]
- Лауреат премии «Золотая мантия» газеты «Спорт-Экспресс»: 2005[2]

## Комментарии
1. ↑  Повторение рекорда Иванова зафиксировано во 2-м туре чемпионата России 2023/2024 в матче «Ахмат»—ЦСКА, который судил Владислав Безбородов. При этом, как и в матче 24-летней давности, в первом тайме были назначены четыре пенальти, во втором — один. Однако в этом матче все голы были забиты исключительно с пенальти, а победил ЦСКА со счётом 3:2[10].
2. ↑  Актуальные сведения о рекордах:
  - По суммарному количеству «одиночных» жёлтых и красных карточек Иванов повторил рекорд четырёхлетней давности, установленный испанцем Антонио Лопесом Ньето в матче Германии и Камеруна, когда было показано 14 жёлтых (без учёта вторых предупреждений) и 2 красных карточки. По числу одиночных жёлтых предупреждений Иванов (12 карточек) не побил рекорд Лопеса Ньето (14 карточек)[53].
  - Рекорд Иванова и Ньето по количеству всех предупреждений был побит в 2022 году в четвертьфинале чемпионата мира в Катаре между Аргентиной и Нидерландами, когда испанский арбитр Антонио Матеу Лаос показал 18 предупреждений[49].
  - По суммарному количеству показанных карточек (20) на международных турнирах рекорд Иванова повторил в 2024 году румын Иштван Ковач, который во время матча Турции и Чехии в рамках группового этапа чемпионата Европы в Германии показал 18 жёлтых и 2 красных карточки, из которых 4 карточки были показаны находившимся на скамейке запасных игрокам, а ещё три после финального свистка[54].